# Anne-Marie Gepts
Anne-Marie Gepts (1957) is sinds 2014 Procureur des Konings bij het parket van het gerechtelijk arrondissement Antwerpen.  Zij is voorzitter van de Raad van procureurs des Konings.
Anne-Marie Gepts is licentiaat in de rechten en daarna ook in de criminologie. Ze studeerde aan de Vrije Universiteit Brussel. Ze begon in 1979 haar carrière als stagiair advocaat in Antwerpen, maar al in 1983 stapte ze over naar het parket van Antwerpen. Ze werkte op leefmilieuzaken en financiële criminaliteit.
In 2008 werd ze procureur van Mechelen. Bij de fusie van de gerechtelijk arrondissementen van Antwerpen, Turnhout en Mechelen in 2014, werd zij de procureur van het gefusioneerde arrondissement boven de Antwerpse Herman Dams. De voordracht gebeurde door de benoemings- en aanwijzingscommissie van de Hoge Raad voor de Justitie.
In 2017 geeft zij leiding aan 85 magistraten, ondersteund door 200 administratieve krachten.
Sinds 2015 is Gepts ook lid van de Federale Politieraad.